# Dayin (köpinghuvudort i Kina, Zhejiang Sheng, lat 29,94, long 121,37)
Dayin (kinesiska: 大隐, 大隐镇) är en köpinghuvudort i Kina. Den ligger i provinsen Zhejiang, i den östra delen av landet, omkring 120 kilometer öster om provinshuvudstaden Hangzhou. Antalet invånare är 12 008. Befolkningen består av 5 737 kvinnor och 6 271 män. Barn under 15 år utgör 12,0 %, vuxna 15-64 år 78 %, och äldre över 65 år 8,0 %.
Runt Dayin är det tätbefolkat, med 591 invånare per kvadratkilometer. Närmaste större samhälle är Ningbo, 18,5 km öster om Dayin. Trakten runt Dayin består till största delen av jordbruksmark.
Genomsnittlig årsnederbörd är 1 996 millimeter. Den regnigaste månaden är juni, med i genomsnitt 338 mm nederbörd, och den torraste är januari, med 70 mm nederbörd.